# Parafia Matki Bożej Fatimskiej w Mysłowicach
Parafia Matki Bożej Fatimskiej – rzymskokatolicka parafia znajdująca się w Mysłowicach, w dzielnicy Wesoła. Parafia należy do dekanatu mysłowickiego w archidiecezji katowickiej
Z parafii pochodzi biskup Piotr Greger